# 2046 Ленінград
2046 Ленінград (2046 Leningrad) — астероїд головного поясу, відкритий 22 жовтня 1968 року.
Тіссеранів параметр щодо Юпітера — 3,179.